# Гайда, Геннадий Михайлович
Генна́дий Миха́йлович Га́йда (21 ноября 1947, Иркутск — 16 августа 2008, там же) — русский поэт и библиофил, общественный деятель, мастер производственного обучения, ветеран «Холодной войны» на море, сотрудник системы Гражданской обороны СССР.
Член Союза писателей России, член редколлегии журнала «Сибирь», редактор молодёжного издания «Первоцвет», член Совета ветеранов Военно-морского флота. Автор трёх поэтических сборников, стихи входят в несколько антологий.

## Биография
Родился в городе Иркутске 21 ноября 1947 года. Служил на атомном подводном флоте на Тихом океане, в системе гражданской обороны. Работал мастером производственного обучения, редактором отдела книжной рекламы, литературным сотрудником Бюро пропаганды художественной литературы Иркутской писательской организации, сотрудником отдела поэзии и членом редколлегии журнала «Сибирь».
В 70-е годы XX в., был участником творческого литературного объединения «Парус» действующего с 1935 года, при редакции газеты Иркутского авиазавода, через которое прошли многие известные иркутские писатели.
Преподавал в Иркутском институте усовершенствования учителей. Участник празднования ежегодных «Пушкинских дней» в городе Иркутске и на БАМе; «800-летия Слова о полку Игореве» (Иркутск, 1985).
По благословению архиепископа Хризостома, стал организатором и ведущим праздника «1000-летия крещения Руси» (Иркутск, 1988).
Читал лекции по русской поэзии (Борис Пастернак, Марина Цветаева, Александр Твардовский, Михаил Исаковский, Юрий Кузнецов и др.). На общественных началах провёл более 200 лекций, посвящённых творчеству Юрия Кузнецова. Вместе с В. Распутиным, В. Трушкиным, А. Кобенковым входил в Клуб книголюбов, которым руководил М. Сергеев. Участник творческих встреч и концертов для ветеранов, пенсионеров, трудовых коллективов, студентов, учащихся и заключённых.
Организатор выставок картин местных художников. В конце 90-х годов был одним из инициаторов и организаторов «уникальной» выставки рогов животных, охотничьи трофеи — экспонаты для выставки собирались более 30 лет. Несколько лет вёл на ИГТРК авторскую телепередачу «Классическая лира», посвящённую русской поэзии.
В 2000 году, в год столетия со дня рождения поэта Михаила Исаковского, Геннадием Гайдой был подготовлен и выпущен сборник стихов М. Исаковского «Одинокая бродит гармонь… Стихи, ставшие песнями», а также проведены вечера памяти поэта-песенника М. Исаковского.
Стараниями Геннадия Гайды в Иркутске были установлены в 2003 году — памятник драматургу Александру Вампилову, в 2010 году — бюст Александру Сергеевичу Пушкину (оба памятника работы московского скульптора Михаила Переяславца).
При его участии в городе Черемхово возвели памятник подводникам подводной лодки «К-129».
По его инициативе и при его активном участии были установлены мемориальные доски меценатам, купцам, писателям, поэтам, государственным деятелям, авиаконструктору Михаилу Милю, адмиралу Геннадию Невельскому в городе Иркутске и в городах Иркутской области: Черемхово, Тулуне, Тайшете, Братске.
В конце 90-х годов заслуженный художник России Владимир Кузьмин написал портрет поэта Геннадия Гайды. Шарж на Г. Гайду работы Владимира Скурихина (Иркутск, 2001) вошёл в серию шаржей литераторов Иркутской писательской организации.
Награждён нагрудным знаком «За дальний поход», медалью «Ветеран „Холодной войны на море“» и почётной грамотой губернатора Иркутской области (2007).
Скончался 16 августа 2008 года. Отпет в Михаило-Архангельском храме г. Иркутска, в праздник Преображения Господня, настоятелем храма протоиереем Каллиником Подлосинским. Похоронен в Иркутске на Радищевском кладбище.

## Творчество
Первые публикации увидели свет в начале 1970-х гг. Автор трёх поэтических сборников, один из которых вышел посмертно. 29 сентября 2009 года в городе Иркутске в рамках 16-го Всероссийского фестиваля Дни духовности и культуры «Сияние России» состоялась презентация сборника стихов Г.Гайды и воспоминаний о нём «Посмертное». Печатался в коллективных сборниках, периодической печати, журналах и альманахах: «Москва», «Наш современник», «Роман-журнал XXI век», «День и ночь» (Красноярск), «Собор» (Улан-Удэ), «Сибирь», «Иркутский Кремль», «Иркутский альманах» (посмертно) и других. Стихи вошли в несколько антологий, в том числе в «Антологию сибирской поэзии» (Кемерово, 2008), «Антологию иркутской поэзии» (Иркутск, 2000), антологию «Молитвы русских поэтов. XX—XXI.» (Москва, 2011), антологию «Слово о Матери» (Тобольск, 2012). 27 сентября 2010 года в городе Иркутске в рамках 17-го Всероссийского фестиваля Дни духовности и культуры «Сияние России» прошла презентация книжно-иллюстративной выставки «Сибирь — моя и твоя!», посвященной истории сибирской литературы и творчеству иркутских писателей: Байбородина А., Румянцева А., Матхановой Н., Гайды Г. и других. Стихи положены на музыку заслуженным работником культуры РФ, лауреатом международных конкурсов, композитором Анатолием Тепляковым, а также композитором Ольгой Горбовской. Стихи переведены на болгарский язык болгарским поэтом Красимиром Георгиевым.

## Соратники
- Бронштейн, Виктор Владимирович

## Память
- В Иркутске ежегодно проходят вечера памяти Геннадия Гайды, которые освещаются местным телевидением[16][17][18][19].
- 20 ноября 2009 года в Иркутске открылась выставка картин иркутских мастеров, посвященная памяти поэта Геннадия Гайды[20].
- В 2008 году в день памяти Геннадия Гайды в Иркутске открылась выставка портретов известных прозаиков и поэтов Приангарья. В выставке принимал участие портрет Г. Гайды работы иркутского художника Валерия Кунца[21].
- Портрет Геннадия Гайды был специально заказан В. Кунцу для выставки правлением Иркутского регионального отделения Союза писателей России[22].
- 15 января 2011 года вышла телевизионная передача «Как слово наше отзовётся», посвященная Геннадию Гайде (автор и ведущий — Владимир Скиф, режиссёр — Марина Аристова) в рамках совместного проекта регионального отделения Союза писателей, Областного телевидения и Министерства культуры и архивов Иркутской области, который включает цикл из 12 телепередач о писателях, оставивших заметный след в сибирской, русской литературе[23].
- 21 ноября 2012 года, в день 65-летия поэта в городе Тихвине, Ленинградской области, в читальном зале Центральной районной библиотеки имени И. П. Мордвинова состоялся литературный вечер, посвященный памяти иркутского поэта Геннадия Михайловича Гайды[24].
- 19 декабря 2012 года цикл литературных произведений, посвящённых памяти Геннадия Гайды, был удостоен премии губернатора Иркутской области[25].
- 2 апреля 2013 года в Иркутске на доме, где жил Геннадий Гайда, в память о нём установлена мемориальная доска[26].

## Телепередачи
- Михаил Юрьевич Лермонтов, из цикла передач «Классическая лира» ИГТРК (М. Аристова, Г. Гайда, В. Бронштейн)[27].
- О творчестве поэта Николая Рубцова из цикла «Классическая лира» ИГТРК (М. Аристова, Г. Гайда, В. Бронштейн)[28].

## Литературная критика
- Кобенков Анатолий. Эссе. Иркутск: новое поколение // Знамя. — 2001. — № 1. — С. 184.